# Провулок Архітектора Івана Зарудного
Прову́лок Архіте́ктора Іва́на Зару́дного — провулок у Шевченківському районі міста Києва, місцевість Лук'янівка. Пролягає від вулиці Володимира Турця до тупика.

## Історія
Провулок виник у 2-й половині XIX століття, мав назву Криловський провулок, на честь російського письменника Івана Крилова. У низці джерел 1930–40-х років зазначений як провулок Крилова.
Сучасна назва на честь українського архітектора Івана Зарудного — з 2022 року.